# Małgorzata Rożniatowska

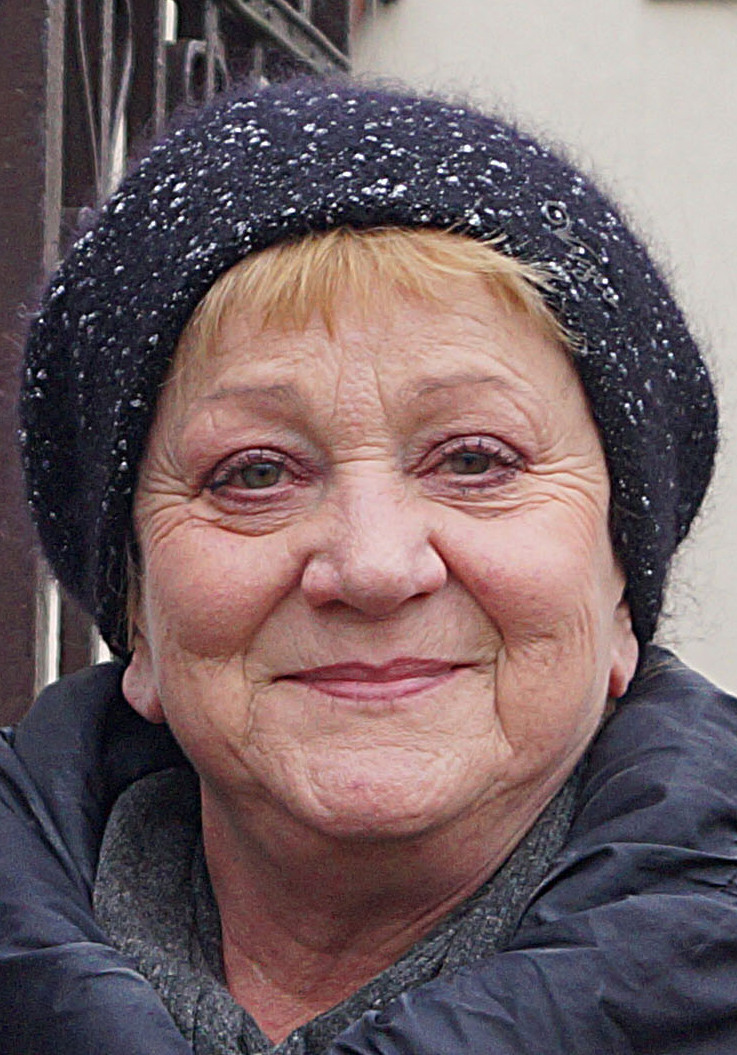
Małgorzata Rożniatowska im Jahr 2017

Małgorzata Rożniatowska (* 29. April 1950 in Warschau, Polen) ist eine polnische Schauspielerin.

## Leben
Małgorzata Rożniatowska wurde 1950 in der polnischen Hauptstadt Warschau geboren. Sie erlernte das Schauspiel an der Aleksander-Zelwerowicz-Theaterakademie Warschau, wo sie im Jahr 1974 ihr Studium abschloss. Ihre ersten Spielzeiten am Theater absolvierte sie von 1974 bis 1976 am Szaniawski-Theater in Płock, eine der ältesten Städte Polens. 1985 bis 1987 spielte sie am Rampa-Theater im Warschauer Stadtteil Targówek, von 1992 bis 1994 im Ensemble von Janusz Wiśniewski. Rożniatowska ist auch in Film- und Fernsehproduktionen aktiv, ihr Schaffen umfasst an die 100 Produktionen. 2002 erhielt sie für ihre Rolle in dem Film Tereska (im Original Cześć Tereska) eine Nominierung als Beste Nebendarstellerin beim Polnischen Filmpreis.

## Filmografie
- 1974: Brot für alle Tage (Chleba naszego powszedniego)
- 1975: Awans
- 1983: Der Schrei (Krzyk)
- 1988: Ein kurzer Film über die Liebe (Krótki film o miłości)
- 1989: 300 Meilen bis zum Himmel (300 mil do nieba)
- 1990: Dekalog, Sechs (Dekalog, sześće)
- 1994: Faustyna
- 1998: Der Unhold (The Ogre)
- 1998–2010: Zlotopolscy
- 1999: Schuld (Dlug)
- 2001: Tereska (Cześć Tereska)
- 2007: Pora umierac
- 2011: Trzy siostrzyczki trupki
- 2013–2023: M jak miłość
- 2018: 1983
- 2020: Zieja